# Гашпиново
Гашпиново (словен. Gašpinovo) — поселення в общині Рибниця, регіон Південно-Східна Словенія, Словенія.